# Томаш Адамек
Томаш Адамек псевд. Горянин (пол. Tomasz Adamek, * 1 грудня 1976) — польський боксер, колишній чемпіон світу за версіями IBF і IBO в першій важкій ваговій категорії та WBC в напівважкій ваговій категорії. Перший поляк який отримав нагороду імені Мухамеда Алі — премію за видатні спортивні досягнення і відносини поза рингом, а також пояс чемпіона журналу The Ring. В аматорському боксі здобув бронзову медаль на Чемпіонаті Європи у Мінську 1998 р. У роках 2005 і 2006 займяв 2 і 4 місце у плебісциті на найкращого польського спортсмена. Томаш Адамек є засновником спортивного клубу KS Cios-Adamek у Ґільовіце.
У вересні 2010 року посів 10 місце серед найкращих боксерів світу (без поділу на вагові категорії) у зіставленні Даґа Фішера з журналу The Ring. Перше місце у цьому списку займає Манни Пацьято, а брати Клички мають 4 і 5 місця.

## Важка вагова категорія
18 жовтня 2009 року, Адамек офіційно відмовився від звання чемпіона версії IBF в першій важкій ваговій категорії і перейшов до важкої вагової категорії.
24 жовтня 2009 року Адамек переміг в Лодзі Анджея Ґолоту технічним нокаутом в п'ятому раунді і здобув інтерконтинентальний пояс чемпіона версії IBF.
7 лютого 2010 в Пруденшл-центрі Томаш Адамек захищаючи інтерконтинентальний пояс IBF виграв з Джейсоном Естрадою за пунктами (115:113, 116:112, 118:110). З цією перемогою став на шостому місці в рейтингах IBF у важкій вазі.
24 квітня 2010, в Онтаріо переміг Кріса Арреолу (114:114, 117:111, 115:113)і завоюав пояс NABO. BoxRec класифікував Адамека на 4, а журнал The Ring на 5 місці у важкій вазі у світі.
21 серпня 2010 в Ньюарку остаточно переміг за очками Майкла Гранта. Бій був рівним, але судді одноголосно вирішили перемогу Адамека (117:111, 118:110, 118:111).
10 вересня у Вроцлаві програв Віталію Кличку. Бій був завершеним на 10 раунді за технічним нокаутом — Адамек відмовився від продовження поєдинку.